# Ångermanlands västra domsagas tingslag
Ångermanlands västra domsagas tingslag var ett tingslag i Västernorrlands län som omfattade norra delen av nuvarande Sollefteå kommun i den nordvästra delen av landskapet Ångermanland. Tingsställe var Ramsele.
Tingslaget bildades år 1939 när de två tidigare tingslagen Fjällsjö och Ramselse och Resele slogs samman. Tingslaget uppgick 1970 i Sollefteå domsagas tingslag.
Tingslaget ingick i Ångermanlands västra domsaga bildad 1882.

## Ingående områden

### Socknar
Ångermanlands västra domsagas tingslag omfattade nio socknar.
Hörde till  Fjällsjö tingslag före 1939
- Bodum
- Fjällsjö
- Junsele
- Tåsjö

Hörde till Ramsele och Resele tingslag före 1939
- Edsele
- Helgum
- Ramsele
- Resele
- Ådals-Liden

### Kommuner (från 1952)
- Fjällsjö landskommun
- Helgums landskommun
- Junsele landskommun
- Ramsele landskommun
- Tåsjö landskommun
- Ådals-Lidens landskommun